# 彰化市茄苳王公
24°06′14″N 120°32′53″E / 24.103796°N 120.548136°E
彰化市茄苳王公，是位於臺灣彰化縣彰化市茄苳里的茄苳樹，被當地人視為神樹，為大甲媽祖遶境進香活動必經地點。

## 生態
在2009年報導時，位在茄苳里茄苳路二段292號的此樹，樹高12.43公尺，樹圍9公尺，樹冠面積333.45平方公尺，主幹至少要7、8人才能環抱，為彰化縣珍貴老樹登錄53棵中唯一在彰化市的。樹齡眾說紛紜。過去疑因燒香不慎而引燃枯枝，並造成部分枝幹燒傷枯死，經地方群起保護恢復旺盛。地方為了避免再度發生意外，於樹幹周遭加建矮護牆。縣政府亦在樹幹上裝置有避雷針。

## 信仰
地方人士說此樹相當靈驗，如相傳茄苳王公化身平民自行去請戲班子來祝壽、一位賣藥材的商人檢其枯枝而一度迷路、老樹的綠葉可用來治病、與嘉慶君遊台灣傳說有關等。每逢茄冬王公誕辰農曆八月十四日這日天，相傳會許多五花十色的大錦蛇出現在樹枝上，像在為老茄冬祝壽一般。當地茄苳里的里民也會讓孩子作此樹的契子，民眾還為此樹在1980年代翻建大廟，使得茄苳王公的香火更為鼎盛，成為當地社區信仰中心、活動中心。又傳說早年常有洪水氾濫，每在大水來臨前，此樹幹周邊都會出現火光示警，讓庄民早作避難準備。
早年樹旁的茄苳路，因曾是橫渡大肚溪重要幹道，因此成了大甲媽祖遶境進香必經之路，每年進香團都在此廟停駕休息。大甲鎮瀾宮進香團徒步隊伍越過中、彰縣界大度橋後，即會捨棄筆直寬敞的縱貫公路，折向古老進香團涉溪上岸的舊路迂迴前進，並在此接受茄苳王公廟方擺設的流水席午餐。像是白鴻森也曾以議長的身分在此廟迎迓大甲媽祖。
與大里杙樹王公也有往來會香。

## 圖集
- 幹部
- 均安宮茄苳王公廟贈送的紅綾。
- 廟與背後的樹。
- 以農曆八月十四為茄苳王聖誕。